# أوزفالداس ماتوليونيس
أوزفالداس ماتوليونيس مواليد 19 أغسطس 1991 في فيلنيوس، هو لاعب كرة سلة ليتواني. بدأ مسيرته الاحترافية في سنة 2009. يلعب في الدوري الإسباني لكرة السلة. يحمل الرقم 8.

## المسيرة الاحترافية
لعب مع نادي أتلتاس لكرة السلة في موسم 2009–2010، ثم لعب مع شياولياي في موسم 2010–2011، ثم لعب مع نادي ليتكابليس لكرة السلة في موسم 2011–2012، ثم لعب مع نادي بريوغان لكرة السلة في الدوري الإسباني من سنة 2014 إلى 2016، ثم لعب مع أوبرادويرو لكرة السلة في سنة 2016.

## الإنجازات
- دوري البلطيق لكرة السلة (1): 2012

## روابط خارجية
- أوزفالداس ماتوليونيس على موقع الاتحاد الدولي لكرة السلة (الإنجليزية)
- أوزفالداس ماتوليونيس على موقع الدوري الإسباني لكرة السلة (الإسبانية)
- أوزفالداس ماتوليونيس على موقع كرة السلة الأوروبية.كوم (الإنجليزية)
- أوزفالداس ماتوليونيس على موقع ريلجم (الإنجليزية)
- أوزفالداس ماتوليونيس على موقع بروبوليرز (الإنجليزية)
- أوزفالداس ماتوليونيس على موقع سبورتس رفرنس (الإنجليزية)